# Fructul oprit
Fructul oprit este un serial românesc din categoria dramă psihologică, difuzat de televiziunea Antena 1, ce a avut premiera pe 15 ianuarie 2018. Primul sezon al serialului are la bază o adaptare liberă a romanului Așk-ı Memnu de Halit Ziya Ușaklıgil, din 1900, acțiunea fiind plasată în București, Snagov și Istanbul-ul modern. 
Din distribuție fac parte Carmen Tănase, Michaela Prosan, Petru Păun, Cristina Ciobănașu și Vlad Gherman.

## Sinopsis

### Sezonul 1 - „Cunoaște chipurile dragostei”
Serialul urmărește viețile membrilor familiei Caragea și Baicu Popovici. După moartea primei sale soții, Tudor decide să își refacă viața și se căsătorește cu Sonia Baicu Popovici (Michaela Prosan) o femeie mult mai tânără ca el, dar alături de care speră să-și găsească liniștea și să-și vindece rănile sufletului. Roxana Baicu-Popovici (Carmen Tănase) trece prin momente tragice când odată cu pierderea soțului, își pierde și statutul social. La rândul său, Sonia Baicu-Popovici suferă din cauza decesului tatălui său, găsind în Tudor Caragea persoana care să o înțeleagă și care să-i fie alături, poate pe vecie. 
Sonia își schimbă principiile atunci când îl descoperă pe Alex Iova (Petru Păun) nesemnificativ la început, dar care pe parcurs dezvoltă o iubire intensă pentru ea. Alex luptă cu orice preț ca această iubire să se mențină cât mai vie.

### Sezonul 2 - „Dincolo de măștile timpului"
Timpul este cel care schimbă, cel care transformă răul în bine sau binele în rău. Trecerea timpului lasă urme, răni și trăiri pe care tot el le vindecă și le face să dispară. Sezonul 2 din Fructul oprit urmărește evoluția personajelor la 6 ani de la întâmplările de la finalul primului sezon. Amnezică, Sonia își găsește iubirea în Adrian (Bogdan Albulescu), psihiatrul său și auto-intitulatul tată al fiului său, Victor (Călin Popescu). Ana Caragea (Cristina Ciobănașu) a renunțat la visul său de a deveni o pianistă de succes și s-a dedicat în totalitate fiicei sale și a lui Alex, Mara (Maria Nicole Nae).

## Distribuție

### Personaje principale
- Michaela Prosan - Sonia Caragea
- Petru Păun - Alex Iova
- Carmen Tănase - Roxana Baicu-Popovici
- Cristina Ciobănașu - Ana Caragea
- Vlad Gherman - Ioan Popa
- Marian Râlea - Vasile „Sile” Boască
- Adriana Trandafir - Lina Boască
- Alina Chivulescu - Helen Descamps
- Ana Ciontea - Margareta "Margot" Caragea
- Doru Ana - Dan Lăzărescu
- Alina Pușcaș - Silvia Lăzărescu
- Conrad Mericoffer - Mihai Lăzărescu
- Doinița Oancea - Tanța
- Cosmina Dobrotă - Katia
- Ana Crețu - Camelia "Cami" Boască
- Bogdan Stanoevici - Marius Cristescu
- Maia Morgenstern - Magdalena Popa
- Mihai Călin - Mircea Adam
- Ioana Blaj - Izabela "Iza" Neagu
- Virginia Rogin - Doina Ursu
- Liviu Vârciu - Costică
- Maria Nicole Nae - Mara Caragea
- Călin Popescu - Victor Caragea
- Victor Popescu - Traian Lăzărescu

### Personaje secundare/episodice
- Cătălin Cățoiu - avocat Liviu Marga
- Ion Ion - dr. Eugen Stănescu
- Mădălina Anea - Ella Voicu
- Adriana Șchiopu - Rodica Lăzărescu
- Adrian Titieni - Tudor Caragea
- Paul Chiribuță - Traian Baicu Popovici
- Vlad Vîlciu - Alin
- Cristina Juncu - Nicki
- Mădălina Craiu - Mara Caragea
- Bogdan Albulescu - Adrian Barbu
- Emil Măndănac - Zlatan
- Grigore Adam - Traian Lăzărescu
- Gina Pistol - Gina Pistol
- Maria Buză - Șlibovița
- Tudor Roșu/Bogdan Iancu - Petru Caragea
- Emanuel Baroc - Fane
- Gabriel Ciocan - Bogdan "Suedezu"
- Oana Moșneagu - Bihter

## Episoade
| Sezonul | Sezonul | Episoade | Episoade | Premiera TV      | Premiera TV       |
| Sezonul | Sezonul | Episoade | Episoade | Prima transmisie | Ultima transmisie |
| ------- | ------- | -------- | -------- | ---------------- | ----------------- |
|         | 1       | 23       | 23       | 15 ianuarie 2018 | 20 iunie 2018     |
|         | 2       | 40       | 40       | 29 august 2018   | 19 iunie 2019     |

## Controverse
În luna martie 2019, Antena Group a fost dată în judecată de Aycan Ece Yoren și Melek Gencoglu, scenaristele serialului turcesc „Așk-i Memnu” („Iubire ascunsă”) pentru că ar fi fost încălcat dreptul la proprietatea intelectuală asupra scenariilor. În primă instanță cele două au pierdut, însă au atacat decizia Tribunalului București la Curtea de Apel, iar instanța a admis apelul scenaristelor.
La 15 ianuarie 2020, Antena Group a fost obligată de Curtea de Apel să retragă de la difuzare serialul ,,Fructul Oprit", inclusiv de pe platforma Antena Play și să înceteze să exploateze această producție.
Până la decizia instanței, serialul a fost distribuit de compania turcească Calinos Entertainment doar în America Latină și Arabia Saudită.